# ホースト・ツーゼ
ホースト・ツーゼ（Horst Zuse、1945年11月17日 - ）は、ドイツの計算機科学者である。

## 生涯
ホースト・ツーゼは、コンピュータの先駆者であるコンラート・ツーゼの子として1945年に生まれた。ベルリン工科大学で電気工学を学び、後にソフトウェア測定法のPh.D.を取得した。ベルリン工科大学で私講師(Privatdozent)として勤務した後、ラウジッツ応用科学大学（ラウジッツファッハホーホシューレ、現 ブランデンブルク工科大学）の教授になった。ソフトウェア工学のほか、計算機科学史についても研究している。

## 著書
- A Framework of Software Measurement (Walter de Gruyter, 1997), ISBN 3-11-015587-7
- Software complexity: Measures and methods (Programming complex systems) (Walter de Gruyter, 1991), ISBN 0-89925-640-6